# Bon temps rouler

Bon temps rouler est une émission de blues diffusée à la radio TSF Jazz depuis 2001. Elle est animée par l'harmoniciste français Jean-Jacques Milteau, rejoint en 2017 par le claviériste danois Johan Dalgaard qui sélectionnent des classiques du blues et de la soul, mais aussi des nouveautés, des perles rares et des inédits. L'émission est présentée en partenariat avec Soul Bag, magazine du blues et de la soul.
Le nom de l'émission provient de l'expression louisianaise « Laissez les bons temps rouler » qui se traduit en anglais par « Let the good times roll ». L'émission est diffusée initialement tous les mardi à 19 h et rediffusée chaque samedi soir à la même heure. À partir de la rentrée 2022 elle garde la même formule, reste aux mêmes horaires mais passe en mensuelle, les derniers Mercredis et Dimanches du mois. Elle dure environ une heure et est disponible en podcast sur le site internet de TSF Jazz.